# Johan Henrik Steuch
Johan Henrik Steuch, född 31 augusti 1790 på Måryd i Beatebergs socken, död 21 januari 1821 på Stora Lassåna i Bodarne socken, var en svensk bruksägare och kammarherre.
Steuch var sekreterare vid överhovjägmästarämbetet 1810–1812 samt blev kopist vid inrikesexpeditionen 1810, kanslist där 1811 och protokollssekreterare 1812. Han beviljades avsked från protokollssekreterartjänsten 1815 och blev därefter kammarherre. Han ägde och drev Aspa bruk 1815–1818. År 1816 blev Steuch delägare i Lassåna bruk och 1819 ensam ägare.
Han var son till  majoren Jean Henrik Steuch (1753–1813) och Carolina Johanna Geete (1765–1800) samt från 1814 gift med Maria Lovisa Pauli (1793–1879), som var dotter till brukspatronen Johan Christoffer Pauli, delägare i Olofsfors bruk. Han är begraven i familjegraven på Bodarne kyrkogård vid Ramundeboda kloster.